# 锗酸盐

原锗酸根离子

在化学中，锗酸盐（英語：germanate）是含有锗的含氧阴离子的化合物。在无机化合物的命名中，锗酸作后缀时，则代表中心为锗原子的多原子阴离子，例如六氟锗酸钾，K2GeF6。

## 锗酸盐的含氧化合物
锗类似于硅，它可以形成许多含有{GeO4}四面体单位的化合物，但它也可以有5和6的配位数。所有主要硅酸盐和铝硅酸盐的类似物都已被制备。比如，Mg2GeO4（晶状如橄榄石和尖晶石）、CaGeO3（钙钛矿结构）和Be2GeO4（硅铍石结构）都与对应的硅酸盐有所类似。 BaGe4O9结构复杂，含有配位数位4和6的锗原子。锗酸盐在地球科学十分重要，因为它们的结构与硅酸盐相似，在研究地幔中的硅酸盐矿物的行为时可用作类似物。例如，MnGeO3有辉石型结构，与MgSiO3相似，而这个硅酸盐是重要的地幔矿物。

## 锗酸盐的水溶液
碱金属的原锗酸盐，M4GeO4，都单独含有GeO4−
4离子。它们会形成含有GeO(OH)−
3、GeO
2(OH)2−
2和[(Ge(OH)4)8(OH)3]3−的酸性溶液。二氧化锗的中性溶液含有Ge(OH)4，但在pH高的环境下，诸如GeO(OH)−
3和GeO
2(OH)2−
2的锗酸根离子会出现。